# Europaspiele 2015/Teilnehmer (Österreich)
| Gelbes Symbol für Goldmedaillen mit stilisierten Olympischen Ringen | Graues Symbol für Silbermedaillen mit stilisierten Olympischen Ringen | Braundes Symbol für Bronzemedaillen mit stilisierten Olympischen Ringen |
| ------------------------------------------------------------------- | --------------------------------------------------------------------- | ----------------------------------------------------------------------- |
| 2                                                                   | 7                                                                     | 4                                                                       |

Österreich nahm in Baku an den Europaspielen 2015 teil. Vom Österreichischen Olympischen Comité wurden 143 Athleten in 20 Sportarten nominiert. Fahnenträger war der Schütze Andreas Scherhaufer.

## Medaillengewinner
| Name                                            | Wettbewerb                          |
| ----------------------------------------------- | ----------------------------------- |
| Gold                                            |                                     |
| Sebastian Steffan                               | Schwimmen/200 m Lagen               |
| Caroline Pilhatsch                              | Schwimmen/50 m Rücken               |
| Leichtathletik-Team                             |                                     |
| Silber                                          |                                     |
| Lena Plesiutschnig / Katharina Schützenhöfer    | Beachvolleyball                     |
| Yvonne Schuring                                 | Kanu-Flachwasser/K1 500 m           |
| Alisa Buchinger                                 | Karate/Kumite -68 kg                |
| Bettina Plank                                   | Karate/Kumite -50 kg                |
| Anna-Maria / Eirini-Marina Alexandri            | Synchronschwimmen/Duett             |
| Caroline Pilhatsch                              | Schwimmen/50 m Delfin               |
| Bronze                                          |                                     |
| Anna-Maria Alexandri                            | Synchronschwimmen/Solo              |
| Olivia Hofmann                                  | Schießen/50 m KK-Dreistellungskampf |
| Stefan Fegerl / Robert Gardos / Daniel Habesohn | Tischtennis-Team Herren             |
| Bernadette Graf                                 | Judo/-70 kg                         |

## Badminton
| Athleten    | Wettbewerb | Gruppenphase       | Gruppenphase | Gruppenphase | Gruppenphase | Achtelfinale | Achtelfinale | Viertelfinale | Viertelfinale | Halbfinale | Halbfinale | Finale | Finale   | Rang |
| Athleten    | Wettbewerb | Gegner             | Ergebnis     | Punkte       | Rang         | Gegner       | Ergebnis     | Gegner        | Ergebnis      | Gegner     | Ergebnis   | Gegner | Ergebnis | Rang |
| ----------- | ---------- | ------------------ | ------------ | ------------ | ------------ | ------------ | ------------ | ------------- | ------------- | ---------- | ---------- | ------ | -------- | ---- |
| Männer      |            |                    |              |              |              |              |              |               |               |            |            |        |          |      |
| Luka Wraber | Einzel     | Reinis Krauklis    | 21:10, 21:12 | 4            | 2            | Petr Koukal  | 12:21, 16:21 | –             | –             | –          | –          | –      | –        |      |
| Luka Wraber | Einzel     | Michał Rogalski    | 16:21, 16:21 | 4            | 2            | Petr Koukal  | 12:21, 16:21 | –             | –             | –          | –          | –      | –        |      |
| Luka Wraber | Einzel     | Vladzislav Kushnir | 21:12, 21:9  | 4            | 2            | Petr Koukal  | 12:21, 16:21 | –             | –             | –          | –          | –      | –        |      |

## Beachvolleyball
| Athleten                                   | Gruppenphase                                      | 1. Runde (32er)                           | 1. Runde (32er) | Achtelfinale                                        | Achtelfinale | Viertelfinale                                 | Viertelfinale | Halbfinale                                   | Halbfinale | Finale                                 | Finale   | Rang   |
| Athleten                                   | Gruppenphase                                      | Gegner                                    | Ergebnis        | Gegner                                              | Ergebnis     | Gegner                                        | Ergebnis      | Gegner                                       | Ergebnis   | Gegner                                 | Ergebnis | Rang   |
| ------------------------------------------ | ------------------------------------------------- | ----------------------------------------- | --------------- | --------------------------------------------------- | ------------ | --------------------------------------------- | ------------- | -------------------------------------------- | ---------- | -------------------------------------- | -------- | ------ |
| Frauen                                     |                                                   |                                           |                 |                                                     |              |                                               |               |                                              |            |                                        |          |        |
| Lena Plesiutschnig Katharina Schützenhöfer | Dänemark 2:0 Litauen 1:2 Aserbaidschan 2:0        | Russland Julija Abalakina Xenija Dabischa | 2:0             | Niederlande Sophie van Gestel Jantine van der Vlist | 2:1          | Russland Marija Prokopjewa Jekaterina Syrzewa | 2:1           | Litauen Ieva Dumbauskaitė Monika Povilaitytė | 2:0        | Schweiz Nina Betschart Nicole Eiholzer | 1:2      | Silber |
| Valerie Teufl Bianca Nadine Zass           | Lettland 1:2 Italien 0:2 Tschechien 2:0           | –                                         | –               | –                                                   | –            | –                                             | –             | –                                            | –          | –                                      | –        | 25-31  |
| Männer                                     |                                                   |                                           |                 |                                                     |              |                                               |               |                                              |            |                                        |          |        |
| Peter Eglseer Daniel Müllner               | Lettland 1:2 Finnland 2:1 Belarus 1:2             | Polen Maciej Kosiak Maciej Rudol          | 1:2             | –                                                   | –            | –                                             | –             | –                                            | –          | –                                      | –        | 17-24  |
| Lorenz Petutschnig Tobias Winter           | Spanien 2:0 Estland 2: Vereinigtes Königreich 2:0 | –                                         | –               | Polen Maciej Kosiak Maciej Rudol                    | 2:0          | Schweiz Alexei Strasser Gabriel Kissling      | 1:2           | –                                            | –          | –                                      | –        | 5-8    |

## Bogenschießen
| Athleten                                      | Wettbewerb | Platzierungsrunde | Platzierungsrunde | 1. Runde (64er)   | 1. Runde (64er) | 2. Runde (32er) | 2. Runde (32er) | Achtelfinale | Achtelfinale | Viertelfinale | Viertelfinale | Halbfinale | Halbfinale | Finale | Finale   | Rang  |
| Athleten                                      | Wettbewerb | Ringe             | Rang              | Gegner            | Ergebnis        | Gegner          | Ergebnis        | Gegner       | Ergebnis     | Gegner        | Ergebnis      | Gegner     | Ergebnis   | Gegner | Ergebnis | Rang  |
| --------------------------------------------- | ---------- | ----------------- | ----------------- | ----------------- | --------------- | --------------- | --------------- | ------------ | ------------ | ------------- | ------------- | ---------- | ---------- | ------ | -------- | ----- |
| Frauen                                        |            |                   |                   |                   |                 |                 |                 |              |              |               |               |            |            |        |          |       |
| Sabine Mayrhofer-Gritsch                      | Einzel     | 611               | 50                | Bérengère Schuh   | 0 : 6           | –               | –               | –            | –            | –             | –             | –          | –          | –      | –        | 33–64 |
| Männer                                        |            |                   |                   |                   |                 |                 |                 |              |              |               |               |            |            |        |          |       |
| Alexander Bertschler                          | Einzel     | 657               | 28                | Antonio Fernández | 6 : 0           | –               | –               | –            | –            | –             | –             | –          | –          | –      | –        | 33–64 |
| Mixed                                         |            |                   |                   |                   |                 |                 |                 |              |              |               |               |            |            |        |          |       |
| Sabine Mayrhofer-Gritsch Alexander Bertschler | Team       | 1268              | 21                | –                 | –               | –               | –               | –            | –            | –             | –             | –          | –          | –      | –        | 17–29 |

## Boxen
| Athleten       | Wettbewerb              | 1. Runde (32er)  | 1. Runde (32er) | Achtelfinale | Achtelfinale | Viertelfinale | Viertelfinale | Halbfinale | Halbfinale | Finale | Finale   | Rang |
| Athleten       | Wettbewerb              | Gegner           | Ergebnis        | Gegner       | Ergebnis     | Gegner        | Ergebnis      | Gegner     | Ergebnis   | Gegner | Ergebnis | Rang |
| -------------- | ----------------------- | ---------------- | --------------- | ------------ | ------------ | ------------- | ------------- | ---------- | ---------- | ------ | -------- | ---- |
| Männer         |                         |                  |                 |              |              |               |               |            |            |        |          |      |
| Stefan Nikolic | Leichtgewicht bis 91 kg | Gabriel Richards | 0:3             | –            | –            | –             | –             | –          | –          | –      | –        |      |

## Fechten
| Athleten          | Wettbewerb     | Gruppenphase | Gruppenphase | 1. Runde (32er)    | 1. Runde (32er) | Achtelfinale           | Achtelfinale | Viertelfinale | Viertelfinale | Halbfinale / Klassifikation | Halbfinale / Klassifikation | Finale / Platzierung | Finale / Platzierung | Rang |
| Athleten          | Wettbewerb     | Bilanz       | Platzierung  | Gegner             | Ergebnis        | Gegner                 | Ergebnis     | Gegner        | Ergebnis      | Gegner                      | Ergebnis                    | Gegner               | Ergebnis             | Rang |
| ----------------- | -------------- | ------------ | ------------ | ------------------ | --------------- | ---------------------- | ------------ | ------------- | ------------- | --------------------------- | --------------------------- | -------------------- | -------------------- | ---- |
| Frauen            |                |              |              |                    |                 |                        |              |               |               |                             |                             |                      |                      |      |
| Paula Schmidl     | Degen Einzel   | 2:4 Siege    | 6            | –                  | –               | –                      | –            | –             | –             | –                           | –                           | –                    | –                    |      |
| Olivia Wohlgemuth | Florett Einzel | 3:2 Siege    | 3            | Chiara Cini        | 9:15            | –                      | –            | –             | –             | –                           | –                           | –                    | –                    |      |
| Männer            |                |              |              |                    |                 |                        |              |               |               |                             |                             |                      |                      |      |
| René Pranz        | Florett Einzel | 5:0 Siege    | 1            | –                  | –               | Dmitri Scherebtschenko | 8:15         | –             | –             | –                           | –                           | –                    | –                    |      |
| Matthias Willau   | Säbel Einzel   | 2:3 Siege    | 4            | Seppe van Holsbeke | 8:15            | –                      | –            | –             | –             | –                           | –                           | –                    | –                    |      |

## Judo
| Athleten               | Wettbewerb         | 1. Runde | 1. Runde | 2. Runde            | 2. Runde  | Achtelfinale       | Achtelfinale | Viertelfinale   | Viertelfinale | Hoffnungsrunde Halbfinale | Hoffnungsrunde Halbfinale | Halbfinale        | Halbfinale | Hoffnungsrunde Finale | Hoffnungsrunde Finale | Finale / Kampf um Bronze | Finale / Kampf um Bronze | Rang   |
| Athleten               | Wettbewerb         | Gegner   | Ergebnis | Gegner              | Ergebnis  | Gegner             | Ergebnis     | Gegner          | Ergebnis      | Gegner                    | Ergebnis                  | Gegner            | Ergebnis   | Gegner                | Ergebnis              | Gegner                   | Ergebnis                 | Rang   |
| ---------------------- | ------------------ | -------- | -------- | ------------------- | --------- | ------------------ | ------------ | --------------- | ------------- | ------------------------- | ------------------------- | ----------------- | ---------- | --------------------- | --------------------- | ------------------------ | ------------------------ | ------ |
| Frauen                 |                    |          |          |                     |           |                    |              |                 |               |                           |                           |                   |            |                       |                       |                          |                          |        |
| Sabrina Filzmoser      | Klasse bis 57 kg   | –        | –        | –                   | –         | Viola Wächter      | 1001-0011    | Automne Pavia   | 0002-1001     | Sanne Verhagen            | 0001-1001                 | –                 | –          | –                     | –                     | –                        | –                        |        |
| Tina Zeltner           | Klasse bis 57 kg   | –        | –        | –                   | –         | Emilie Amaron      | 110-000      | Hedvig Karakas  | 0001-1000     | –                         | –                         | –                 | –          | –                     | –                     | –                        | –                        |        |
| Hilde Drexler          | Klasse bis 63 kg   | –        | –        | Gemma Howell        | 0001-0000 | –                  | –            | –               | –             | –                         | –                         | –                 | –          | –                     | –                     | –                        | –                        |        |
| Kathrin Unterwurzacher | Klasse bis 63 kg   | –        | –        | –                   | –         | Nina Milosevic     | 0012-0000    | Martyna Trajdos | 000-101       | Ana Cachola               | 0000-0012                 | –                 | –          | –                     | –                     | –                        | –                        |        |
| Bernadette Graf        | Klasse bis 70 kg   | –        | –        | –                   | –         | Anett Breitenbach  | 0013-0002    | Katarzyna Kłys  | 1000-0003     | –                         | –                         | Laura Vargas Koch | 0002-1120  | Szabina Gercsak       | 0001-0002             | –                        | –                        | Bronze |
| Männer                 |                    |          |          |                     |           |                    |              |                 |               |                           |                           |                   |            |                       |                       |                          |                          |        |
| Ludwig Paischer        | Klasse bis 60 kg   | –        | –        | Juho Reinvall       | 0001-0003 | Ludovic Chammartin | 000-100      | –               | –             | –                         | –                         | –                 | –          | –                     | –                     | –                        | –                        |        |
| Marcel Ott             | Klasse bis 81 kg   | –        | –        | Iwan Nifontow       | 0000-1001 | –                  | –            | –               | –             | –                         | –                         | –                 | –          | –                     | –                     | –                        | –                        |        |
| Christoph Kronberger   | Klasse bis 100 kg  | –        | –        | Frederik Joergensen | 0002-1012 | –                  | –            | –               | –             | –                         | –                         | –                 | –          | –                     | –                     | –                        | –                        |        |
| Daniel Allerstorfer    | Klasse über 100 kg | –        | –        | Juhan Mettis        | 0001-1002 | –                  | –            | –               | –             | –                         | –                         | –                 | –          | –                     | –                     | –                        | –                        |        |

## Kanu
| Athleten            | Wettbewerb | Vorlauf    | Vorlauf | Halbfinale | Halbfinale | Finale     | Finale | Rang   |
| Athleten            | Wettbewerb | Zeit (min) | Rang    | Zeit (min) | Rang       | Zeit (min) | Rang   | Rang   |
| ------------------- | ---------- | ---------- | ------- | ---------- | ---------- | ---------- | ------ | ------ |
| Frauen              |            |            |         |            |            |            |        |        |
| Yvonne Schuring     | K1 200 m   | 0:41,519   | 6       | 0:40,502   | 7          | 0:42,906   | 11     | 11     |
| Yvonne Schuring     | K1 500 m   | 1:52,018   | 2       | 1:48,178   | 2          | 2:04,708   | 2      | Silber |
| Yvonne Schuring     | K1 5000 m  | –          | –       | –          | –          | 24:17,057  | 12     | 12     |
| Männer              |            |            |         |            |            |            |        |        |
| Christoph Kornfeind | K1 1000 m  | 3:51,215   | 7       | –          | –          | –          | –      |        |
| Christoph Kornfeind | K1 5000 m  | –          | –       | –          | –          | 21:52,276  | 14     | 14     |

## Karate
| Athleten        | Wettbewerb       | Gruppenphase                                         | Gruppenphase | Halbfinale        | Halbfinale | Finale         | Finale   | Rang   |
| Athleten        | Wettbewerb       | Gegner                                               | Ergebnis     | Gegner            | Ergebnis   | Gegner         | Ergebnis | Rang   |
| --------------- | ---------------- | ---------------------------------------------------- | ------------ | ----------------- | ---------- | -------------- | -------- | ------ |
| Frauen          |                  |                                                      |              |                   |            |                |          |        |
| Alisa Buchinger | Kumite bis 68 kg | Vasiliki Panetsidou Irina Zaretska Cristina Vizcaino | 2:1 4:0 1:0  | Elena Quirici     | 2:0        | Irina Zaretska | 1:8      | Silber |
| Bettina Plank   | Kumite bis 50 kg | Nurana Aliyeva Monika Berulec Serap Özçelik          | 1:0 0:3      | Alexandra Recchia | 2:0        | Serap Özçelik  | 0:1      | Silber |

## Leichtathletik
| Athleten                                                            | Wettbewerb       | Finale       | Finale | Finale |
| Athleten                                                            | Wettbewerb       | Zeit/Weite   | Rang   | Punkte |
| ------------------------------------------------------------------- | ---------------- | ------------ | ------ | ------ |
| Frauen                                                              |                  |              |        |        |
| Anita Baierl                                                        | 5000 m           | 16:33,09 min | 1      | 14     |
| Elisabeth Eberl                                                     | Speerwurf        | 49,45 m      | 2      | 13     |
| Michaela Egger                                                      | Dreisprung       | 13,03 m      | 4      | 11     |
| Kira Grünberg                                                       | Stabhochsprung   | 4,35 m       | 1      | 14     |
| Stefanie Huber                                                      | 3000 m Hindernis | 11:09,22 min | 5      | 10     |
| Viola Kleiser                                                       | 100 m            | 11,95 s      | 4      | 11     |
| Viola Kleiser                                                       | 200 m            | 23,85 s      | 3      | 12     |
| Sarah Lagger                                                        | Weitsprung       | 6,17 m       | 3      | 12     |
| Nina Luyer                                                          | Hochsprung       | 1,70 m       | 8      | 7      |
| Verena Menapace                                                     | 400 m Hürden     | 58,94 s      | 1      | 14     |
| Elisabeth Niedereder                                                | 1500 m           | 4:29,23 min  | 4      | 11     |
| Carina Schrempf                                                     | 800 m            | 2:05,55 min  | 4      | 11     |
| Beate Schrott                                                       | 100 m Hürden     | 13,18 s      | 1      | 14     |
| Julia Siart                                                         | Hammerwurf       | 50,35 m      | 5      | 10     |
| Susanne Walli                                                       | 400 m            | 53,65 s      | 2      | 13     |
| Veronika Watzek                                                     | Kugelstoßen      | 12,73 m      | 8      | 7      |
| Veronika Watzek                                                     | Diskuswurf       | 47,40 m      | 5      | 10     |
| Jennifer Wenth                                                      | 3000 m           | 9:11,98 min  | 1      | 14     |
| Eva-Maria Wimberger Viola Kleiser Alexandra Toth Julia Schwarzinger | 4 × 100 m        | 45,24 s      | 3      | 12     |
| Julia Schwarzinger Susanne Walli Verena Menapace Carina Schrempf    | 4 × 400 m        | 3:37,51 min  | 2      | 13     |
| Männer                                                              |                  |              |        |        |
| Ekemini Bassey                                                      | 200 m            | 21,71 s      | 8      | 7      |
| Dominik Distelberger                                                | Weitsprung       | 7,30 m       | 3      | 12     |
| Nikolaus Florian Franzmair                                          | 800 m            | 1:53,13 min  | 7      | 8      |
| Markus Fuchs                                                        | 100 m            | 10,74 s      | 3      | 12     |
| Mario Gebhardt                                                      | 400 m            | 47,96 s      | 4      | 11     |
| Thomas Kain                                                         | 400 m Hürden     | 51,15 s      | 2      | 13     |
| Matthias Kaserer                                                    | Speerwurf        | 64,56 m      | 5      | 10     |
| Paul Kilbertus                                                      | Stabhochsprung   | 5,10 m       | 2      | 13     |
| Josip Kopic                                                         | Hochsprung       | 2,15 m       | 5      | 10     |
| Gerhard Mayer                                                       | Diskuswurf       | 59,48 m      | 1      | 14     |
| Valentin Paul Pfeil                                                 | 5000 m           | 14:54,66 min | 4      | 11     |
| Brenton Jon Rowe                                                    | 3000 m           | 8:05,62 min  | 2      | 13     |
| Roman Schmied                                                       | Dreisprung       | 15,22 m      | 7      | 8      |
| Benjamin Siart                                                      | Hammerwurf       | 56,77 m      | 4      | 11     |
| Dominik Siedlaczek                                                  | 110 m Hürden     | 14,07 s      | 1      | 14     |
| Christian Steinhammer                                               | 3000 m Hindernis | 8:53,98 min  | 2      | 13     |
| Andreas Vojta                                                       | 1500 m           | 3:51,28 min  | 3      | 12     |
| Lukas Weisshaidinger                                                | Kugelstoßen      | 18,48 m      | 3      | 12     |
| Christoph Haslauer Markus Fuchs Benjamin Grill Ekemini Bassey       | 4 × 100 m        | 40,36 s      | 2      | 13     |
| Mario Gebhardt Dominik Hufnagl Thomas Kain Gunther Matzinger        | 4 × 400 m        | 3:17,37 min  | 7      | 8      |

Endplatzierung
| Team       | Wettkampf  | Finale | Finale |
| Team       | Wettkampf  | Punkte | Rang   |
| ---------- | ---------- | ------ | ------ |
| Österreich | Mixed Team | 460    | Gold   |

## Radsport

### BMX
| Athleten      | Wettbewerb | Qualifikation | Qualifikation | Viertelfinale | Viertelfinale | Halbfinale | Halbfinale | Finale | Finale | Rang |
| Athleten      | Wettbewerb | Zeit          | Rang          | Punkte        | Rang          | Punkte     | Rang       | Zeit   | Rang   | Rang |
| ------------- | ---------- | ------------- | ------------- | ------------- | ------------- | ---------- | ---------- | ------ | ------ | ---- |
| Männer        |            |               |               |               |               |            |            |        |        |      |
| Tobias Franek | Race       | 35,320 s      | 23            | 19            | 7             | –          | –          | –      | –      |      |

### Mountainbike
| Athleten             | Wettbewerb    | Zeit (h) | Rang |
| -------------------- | ------------- | -------- | ---- |
| Frauen               |               |          |      |
| Lisa Mitterbauer     | Cross-Country | 1:39:07  | 12   |
| Männer               |               |          |      |
| Gregor Gerhard Raggl | Cross-Country | 1:48:16  | 14   |

### Straße
| Athleten        | Wettbewerb      | Zeit       | Rang |
| --------------- | --------------- | ---------- | ---- |
| Frauen          |                 |            |      |
| Jacqueline Hahn | Straßenrennen   | 3:34:09    | 40   |
| Martina Ritter  | Straßenrennen   | 3:25:53    | 22   |
| Martina Ritter  | Einzelzeitfahrt | 33:51,77   | 5    |
| Männer          |                 |            |      |
| Andreas Hofer   | Straßenrennen   | 5:42:25    | 54   |
| Andreas Hofer   | Einzelzeitfahrt | 1:04:48,51 | 23   |
| Jan Sokol       | Straßenrennen   | 5:42:25    | 52   |

## Ringen
| Athleten                         | Wettbewerb        | 1. Runde          | 1. Runde | Achtelfinale        | Achtelfinale | Viertelfinale          | Viertelfinale | Halbfinale | Halbfinale | Hoffnungsrunde Viertelfinale | Hoffnungsrunde Viertelfinale | Hoffnungsrunde Halbfinale | Hoffnungsrunde Halbfinale | Hoffnungsrunde Finale | Hoffnungsrunde Finale | Finale | Finale   | Rang |
| Athleten                         | Wettbewerb        | Gegner            | Ergebnis | Gegner              | Ergebnis     | Gegner                 | Ergebnis      | Gegner     | Ergebnis   | Gegner                       | Ergebnis                     | Gegner                    | Ergebnis                  | Gegner                | Ergebnis              | Gegner | Ergebnis | Rang |
| -------------------------------- | ----------------- | ----------------- | -------- | ------------------- | ------------ | ---------------------- | ------------- | ---------- | ---------- | ---------------------------- | ---------------------------- | ------------------------- | ------------------------- | --------------------- | --------------------- | ------ | -------- | ---- |
| Freistil Frauen                  |                   |                   |          |                     |              |                        |               |            |            |                              |                              |                           |                           |                       |                       |        |          |      |
| Sabrina Seidl                    | Klasse bis 60 kg  | –                 | –        | –                   | –            | Giedrė Blekaitytė      | 0:5           | –          | –          | –                            | –                            | –                         | –                         | –                     | –                     | –      | –        | –    |
| Martina Kuenz                    | Klasse bis 69 kg  | –                 | –        | Danutė Domikaitytė  | 5:0          | Alina Stadnik Makhynia | 1:3           | –          | –          | –                            | –                            | Dzhanan Manolova          | 3:1                       | Aline Focken          | 0:5                   | –      | –        |      |
| griechisch-römischer Stil Männer |                   |                   |          |                     |              |                        |               |            |            |                              |                              |                           |                           |                       |                       |        |          |      |
| Benedikt Puffer                  | Klasse bis 66 kg  | Krisztian Jager   | 0:4      | –                   | –            | –                      | –             | –          | –          | –                            | –                            | –                         | –                         | –                     | –                     | –      | –        |      |
| Florian Marchl                   | Klasse bis 75 kg  | Neven Žugaj       | 0:3      | –                   | –            | –                      | –             | –          | –          | –                            | –                            | –                         | –                         | –                     | –                     | –      | –        |      |
| Michael Wagner                   | Klasse bis 80 kg  | –                 | –        | Rafiq Hüseynov      | 0:4          | -                      | -             | -          | -          | Daniel Aleksandrow           | 0:4                          | –                         | –                         | –                     | –                     | –      | –        |      |
| Amer Hrustanovic                 | Klasse bis 85 kg  | –                 | –        | Dawit Tschakwetadse | 0:3          | -                      | -             | -          | -          | Ramsin Azizsir               | 1:3                          | –                         | –                         | –                     | –                     | –      | –        |      |
| Daniel Gastl                     | Klasse bis 98 kg  | –                 | –        | Mélonin Noumonvi    | 0:3          | –                      | –             | –          | –          | –                            | –                            | –                         | –                         | –                     | –                     | –      | –        |      |
| Lukas Hörmann                    | Klasse bis 130 kg | –                 | –        | Iakob Kadschaia     | 0:3          | –                      | –             | –          | –          | –                            | –                            | –                         | –                         | –                     | –                     | –      | –        |      |
| Freistil Männer                  |                   |                   |          |                     |              |                        |               |            |            |                              |                              |                           |                           |                       |                       |        |          |      |
| Maximilian Ausserleitner         | Klasse bis 65 kg  | –                 | –        | Mark Popov          | 1:3          | –                      | –             | –          | –          | –                            | –                            | –                         | –                         | –                     | –                     | –      | –        |      |
| Georg Marchl                     | Klasse bis 70 kg  | –                 | –        | Angelo Costa        | 1:3          | –                      | –             | –          | –          | –                            | –                            | –                         | –                         | –                     | –                     | –      | –        |      |
| Dominic Peter                    | Klasse bis 86 kg  | Armands Zvirbulis | 0:4      | –                   | –            | –                      | –             | –          | –          | –                            | –                            | –                         | –                         | –                     | –                     | –      | –        |      |
| Johannes Ludescher               | Klasse bis 97 kg  | Nicolai Ceban     | 1:4      | –                   | –            | –                      | –             | –          | –          | –                            | –                            | –                         | –                         | –                     | –                     | –      | –        |      |

## Sambo
| Athleten          | Wettbewerb         | Viertelfinale  | Viertelfinale | Hoffnungsrunde Halbfinale | Hoffnungsrunde Halbfinale | Halbfinale | Halbfinale | Hoffnungsrunde Finale | Hoffnungsrunde Finale | Finale / Kampf um Bronze | Finale / Kampf um Bronze | Rang |
| Athleten          | Wettbewerb         | Gegner         | Ergebnis      | Gegner                    | Ergebnis                  | Gegner     | Ergebnis   | Gegner                | Ergebnis              | Gegner                   | Ergebnis                 | Rang |
| ----------------- | ------------------ | -------------- | ------------- | ------------------------- | ------------------------- | ---------- | ---------- | --------------------- | --------------------- | ------------------------ | ------------------------ | ---- |
| Männer            |                    |                |               |                           |                           |            |            |                       |                       |                          |                          |      |
| Kevin Rasit Cekic | Klasse über 100 kg | Razmik Tonoyan | 0:4           | –                         | –                         | –          | –          | –                     | –                     | –                        | –                        |      |

## Schießen
| Athleten                              | Klasse  | Wettbewerb                           | Qualifikation   | Qualifikation | Finale          | Finale | Rang   |
| Athleten                              | Klasse  | Wettbewerb                           | Ringe/ Scheiben | Rang          | Ringe/ Scheiben | Rang   | Rang   |
| ------------------------------------- | ------- | ------------------------------------ | --------------- | ------------- | --------------- | ------ | ------ |
| Frauen                                |         |                                      |                 |               |                 |        |        |
| Olivia Hofmann                        | Gewehr  | Luftgewehr 10 m                      | 412,6           | 18            | –               | –      |        |
| Olivia Hofmann                        | Gewehr  | Kleinkaliber Dreistellungskampf 50 m | 579             | 7             | 443,2           | 3      | Bronze |
| Stephanie Obermoser                   | Gewehr  | Luftgewehr 10 m                      | 410,5           | 29            | –               | –      |        |
| Stephanie Obermoser                   | Gewehr  | Kleinkaliber Dreistellungskampf 50 m | 563             | 32            | –               | –      |        |
| Sylvia Steiner                        | Pistole | Luftpistole 10 m                     | 385             | 8             | 76,7            | 8      | 8      |
| Sylvia Steiner                        | Pistole | Sportpistole 25 m                    | 585             | 1             | 10              | 7      | 7      |
| Männer                                |         |                                      |                 |               |                 |        |        |
| Sebastian Kuntschik                   | Flinte  | Skeet                                | 117             | 21            | –               | –      |        |
| Andreas Scherhaufer                   | Flinte  | Trap                                 | 111             | 30            | –               | –      |        |
| Thomas Mathis                         | Gewehr  | Luftgewehr 10 m                      | 614,0           | 35            | –               | –      |        |
| Thomas Mathis                         | Gewehr  | Kleinkaliber Dreistellungskampf 50 m | 1142            | 20            | –               | –      |        |
| Thomas Mathis                         | Gewehr  | Kleinkaliber liegend 50 m            | 615,6           | 10            | –               | –      |        |
| Alexander Schmirl                     | Gewehr  | Luftgewehr 10 m                      | 624,0           | 13            | –               | –      |        |
| Alexander Schmirl                     | Gewehr  | Kleinkaliber Dreistellungskampf 50 m | 1147            | 16            | –               | –      |        |
| Alexander Schmirl                     | Gewehr  | Kleinkaliber liegend 50 m            | 609,4           | 31            | –               | –      |        |
| Mixed                                 |         |                                      |                 |               |                 |        |        |
| Stephanie Obermoser Alexander Schmirl | Gewehr  | Luftgewehr 10 m                      | 518,5           | 5             | 201,9           | 5-8    | 5-8    |

## Tischtennis
| Athleten                                    | Wettbewerb | 1. Runde | 1. Runde | 2. Runde       | 2. Runde | Achtelfinale | Achtelfinale | Viertelfinale | Viertelfinale | Halbfinale | Halbfinale | Finale/Spiel um Platz 3 | Finale/Spiel um Platz 3 | Rang   |
| Athleten                                    | Wettbewerb | Gegner   | Ergebnis | Gegner         | Ergebnis | Gegner       | Ergebnis     | Gegner        | Ergebnis      | Gegner     | Ergebnis   | Gegner                  | Ergebnis                | Rang   |
| ------------------------------------------- | ---------- | -------- | -------- | -------------- | -------- | ------------ | ------------ | ------------- | ------------- | ---------- | ---------- | ----------------------- | ----------------------- | ------ |
| Frauen                                      |            |          |          |                |          |              |              |               |               |            |            |                         |                         |        |
| Liu Jia                                     | Einzel     | –        | –        | Dóra Madarász  | 4:1      | Li Jiao      | 0:4          | –             | –             | –          | –          | –                       | –                       |        |
| Sofia Polcanova                             | Einzel     | –        | –        | Gabriela Feher | 4:0      | Han Ying     | 0:4          | –             | –             | –          | –          | –                       | –                       |        |
| Li Qiangbing Liu Jia Sofia Polcanova        | Mannschaft | –        | –        | –              | –        | Tschechien   | 1:3          | –             | –             | –          | –          | –                       | –                       |        |
| Männer                                      |            |          |          |                |          |              |              |               |               |            |            |                         |                         |        |
| Stefan Fegerl                               | Einzel     | –        | –        | Daniel Górak   | 4:3      | Kou Lei      | 1:4          | –             | –             | –          | –          | –                       | –                       |        |
| Robert Gardos                               | Einzel     | –        | –        | Bojan Tokič    | 1:4      | –            | –            | –             | –             | –          | –          | –                       | –                       |        |
| Stefan Fegerl Robert Gardos Daniel Habesohn | Mannschaft | –        | –        | –              | –        | Kroatien     | 3:0          | Russland      | 3:0           | Portugal   | 1:3        | Deutschland             | 3:0                     | Bronze |

## Triathlon
| Athleten      | Wettbewerb | Zeit (h)   | Rang       |
| ------------- | ---------- | ---------- | ---------- |
| Frauen        |            |            |            |
| Theresa Moser | Einzel     | überrundet | überrundet |

## Turnen

### Geräteturnen
| Athletinnen           | Wettbewerb           | Sprung | Sprung | Stufenbarren | Stufenbarren | Boden  | Boden | Schwebebalken | Schwebebalken | Gesamt | Gesamt |
| Athletinnen           | Wettbewerb           | Punkte | Rang   | Punkte       | Rang         | Punkte | Rang  | Punkte        | Rang          | Punkte | Rang   |
| --------------------- | -------------------- | ------ | ------ | ------------ | ------------ | ------ | ----- | ------------- | ------------- | ------ | ------ |
| Frauen                |                      |        |        |              |              |        |       |               |               |        |        |
| Jasmin Mader          | Qualifikation        | 13,616 | 9      | 12,500       | 28           | 12,666 | 30    | 10,466        | 69            | 49,432 | 40     |
| Marlies Männersdorfer | Qualifikation        | –      | –      | 9,600        | 72           | 11,366 | 66    | 11,566        | 52            | 45,465 | 66     |
| Jessica Stabinger     | Qualifikation        | –      | –      | –            | –            | 9,233  | 78    | –             | –             | –      | –      |
| Mannschaft            | Mehrkampf Mannschaft | 26,733 | 18     | 22,100       | 18           | 24,032 | 18    | 22,032        | 23            | 94,897 | 21     |

| Athleten          | Wettbewerb           | Boden  | Boden | Pauschenpferd | Pauschenpferd | Ringe  | Ringe | Sprung | Sprung | Barren | Barren | Reck   | Reck | Gesamt  | Gesamt |
| Athleten          | Wettbewerb           | Punkte | Rang  | Punkte        | Rang          | Punkte | Rang  | Punkte | Rang   | Punkte | Rang   | Punkte | Rang | Punkte  | Rang   |
| ----------------- | -------------------- | ------ | ----- | ------------- | ------------- | ------ | ----- | ------ | ------ | ------ | ------ | ------ | ---- | ------- | ------ |
| Männer            |                      |        |       |               |               |        |       |        |        |        |        |        |      |         |        |
| Vinzenz Höck      | Qualifikation        | 13,466 | 51    | 12,766        | 47            | 14,100 | 13    | –      | –      | 12,900 | 66     | 13,133 | 57   | 80,265  | 37     |
| Fabian Leimlehner | Qualifikation        | 13,700 | 44    | 12,566        | 52            | 13,000 | 51    | –      | –      | 13,866 | 32     | 14,200 | 20   | 80,998  | 32     |
| Matthias Schwab   | Qualifikation        | 13,833 | 39    | 12,766        | 46            | 12,300 | 61    | –      | –      | 13,366 | 49     | 14,200 | 19   | 80,665  | 34     |
| Mannschaft        | Mehrkampf Mannschaft | 27,533 | 17    | 25,532        | 17            | 27,100 | 11    | 28,100 | 16     | 27,232 | 19     | 28,400 | 9    | 163,897 | 16     |

### Rhythmische Sportgymnastik
| Athletinnen          | Wettbewerb    | Mehrkampf | Mehrkampf | Reifen | Reifen | Ball   | Ball | Keulen | Keulen | Band   | Band |
| Athletinnen          | Wettbewerb    | Punkte    | Rang      | Punkte | Rang   | Punkte | Rang | Punkte | Rang   | Punkte | Rang |
| -------------------- | ------------- | --------- | --------- | ------ | ------ | ------ | ---- | ------ | ------ | ------ | ---- |
| Frauen               |               |           |           |        |        |        |      |        |        |        |      |
| Nicol Ruprecht       | Qualifikation | –         | –         | 17,300 | 11     | 17,300 | 12   | 17,450 | 7      | 17,350 | 11   |
| Nicol Ruprecht       | Finale        | 69,400    | 11        | –      | –      | –      | –    | 17,250 | 6      | –      | –    |
| Natascha Wegscheider | Qualifikation | –         | –         | 15,900 | 19     | 16,100 | 17   | 16,150 | 16     | 15,950 | 19   |
| Natascha Wegscheider | Finale        | 64,100    | 19        | –      | –      | –      | –    | –      | –      | –      | –    |

## Wassersport

### Schwimmen
Hier fanden Junioreneuropameisterschaften statt. Bei den Frauen ist das die U17 (Jahrgang 1999/2000) und bei den Männern die U19 (Jahrgang 1997/98).
| Athleten                  | Wettbewerb          | Vorlauf     | Vorlauf | Halbfinale    | Halbfinale | Finale       | Finale | Rang   |
| Athleten                  | Wettbewerb          | Zeit        | Rang    | Zeit          | Rang       | Zeit         | Rang   | Rang   |
| ------------------------- | ------------------- | ----------- | ------- | ------------- | ---------- | ------------ | ------ | ------ |
| Frauen                    |                     |             |         |               |            |              |        |        |
| Caroline Hechenbichler    | 50 m Freistil       | 27,16 s     | 28      | -             | -          | -            | -      |        |
| Caroline Hechenbichler    | 50 m Schmetterling  | 28,25 s     | 19      | -             | -          | -            | -      |        |
| Caroline Hechenbichler    | 100 m Schmetterling | 1:01,98 min | 9       | 1:01,93 min   | 9          | -            | -      |        |
| Caroline Hechenbichler    | 200 m Schmetterling | 2:19,04 min | 14      | 2:17,85 min   | 13         | -            | -      |        |
| Lena Opatril              | 100 m Freistil      | 59,18 s     | 42      | -             | -          | -            | -      |        |
| Lena Opatril              | 200 m Freistil      | 2:06,48 min | 29      | -             | -          | -            | -      |        |
| Caroline Pilhatsch        | 50 m Rücken         | 28,80 s     | 2       | 28,63 s       | 1          | 28,60 s      | 1      | Gold   |
| Caroline Pilhatsch        | 100 m Rücken        | 1:03,91 min | 7       | 1:03,83 min   | 9          | -            | -      |        |
| Caroline Pilhatsch        | 50 m Schmetterling  | 27,60 s     | 4       | 27,46 s       | 3          | 27,18 s      | 2      | Silber |
| Sara Rashid Taghipour     | 100 m Rücken        | 1:06,20 min | 26      | -             | -          | -            | -      |        |
| Sara Rashid Taghipour     | 200 m Rücken        | 2:18,95 min | 11      | 2:18,24 min   | 12         | -            | -      |        |
| Cornelia Rott             | 50 m Freistil       | 27,10 s     | 27      | -             | -          | -            | -      |        |
| Cornelia Rott             | 100 m Freistil      | 58,64 s     | 28      | -             | -          | -            | -      |        |
| Cornelia Rott             | 50 m Rücken         | 30,25 s     | 20      | -             | -          | -            | -      |        |
| Annabelle Schwaiger       | 100 m Brust         | 1:13,33 min | 23      | -             | -          | -            | -      |        |
| Annabelle Schwaiger       | 200 m Brust         | 2:33,36 min | 9       | (2:32,85 min) | (7) dq     | -            | -      |        |
| Esther Uhl                | 400 m Freistil      | 4:32,40 min | 37      | -             | -          | -            | -      |        |
| Esther Uhl                | 800 m Freistil      | 9:30,63 min | 16      | -             | -          | -            | -      |        |
| Männer                    |                     |             |         |               |            |              |        |        |
| Lukas Ambros              | 400 m Freistil      | 4:03,29 min | 37      | -             | -          | -            | -      |        |
| Lukas Ambros              | 800 m Freistil      | -           | -       | -             | -          | 8:13,11 min  | 9      | 9      |
| Lukas Ambros              | 1500 m Freistil     | -           | -       | -             | -          | 15:43,26 min | 10     | 10     |
| Robin Michael Gruenberger | 50 m Freistil       | 23,61 s     | 24      | -             | -          | -            | -      |        |
| Robin Michael Gruenberger | 100 m Freistil      | 51,97 s     | 39      | -             | -          | -            | -      |        |
| Dominik Thomas Hitzinger  | 100 m Brust         | 1:05,24 min | 31      | -             | -          | -            | -      |        |
| Dominik Thomas Hitzinger  | 200 m Brust         | 2:19,72 min | 18      | -             | -          | -            | -      |        |
| Filip Milcevic            | 50 m Schmetterling  | 24,74 s     | 16      | -             | -          | -            | -      |        |
| Filip Milcevic            | 100 m Schmetterling | 54,62 s     | 11      | 54,76 s       | 14         | -            | -      |        |
| Filip Milcevic            | 200 m Schmetterling | 2:03,90 min | 18      | 2:03,70 min   | 15         | -            | -      |        |
| Christopher Rothbauer     | 50 m Brust          | 29,44 s     | 26      | -             | -          | -            | -      |        |
| Christopher Rothbauer     | 100 m Brust         | 1:03,25 min | 12      | 1:03,42 min   | 12         | -            | -      |        |
| Christopher Rothbauer     | 200 m Brust         | 2:18,12 min | 12      | 2:19,43 min   | 14         | -            | -      |        |
| Sebastian Steffan         | 200 m Freistil      | 1:51,79 min | 10      | -             | -          | -            | -      |        |
| Sebastian Steffan         | 200 m Lagen         | 2:01,75 min | 1       | 2:01,92 min   | 1          | 2:01,39 min  | 1      | Gold   |
| Sebastian Steffan         | 400 m Lagen         | 4:27,05 min | 11      | -             | -          | -            | -      |        |

### Synchronschwimmen
Hier fanden Jugendwettbewerbe statt. Im Synchronwettbewerb traten U19 (Jahrgang 1997) Schwimmerinnen an.
| Athletinnen | Wettbewerb        | Qualifikation | Qualifikation | Finale   | Finale | Rang   |
| Athletinnen | Wettbewerb        | Punkte        | Rang          | Punkte   | Rang   | Rang   |
| --- | ----------------- | ------------- | ------------- | -------- | ------ | ------ |
| Frauen |                   |               |               |          |        |        |
| Anna-Maria Alexandri | Solo              | 160,6000      | 3             | 162,4333 | 3      | Bronze |
| Anna-Maria Alexandri Eirini-Marina Alexandri | Duett             | 160,8061      | 3             | 162,8395 | 2      | Silber |
| Eirini-Marina Alexandri Vasiliki-Pagona Alexandri Verena Breit Raffaela Breit Vanessa Romana Gamauf Edit Alexa Pinter                                                   | Freie Kombination | 72,8000       | 13            | –        | –      |        |
| Anna-Maria Alexandri Eirini-Marina Alexandri Vasiliki-Pagona Alexandri Verena Breit Raffaela Breit Vanessa Romana Gamauf Luna Pajer Vanessa Sahinovic Edit Alexa Pinter | Team              | 49,5682       | 14            | –        | –      |        |

### Wasserspringen
Hier fanden die Junioreneuropameisterschaften der U19 (Jahrgang 1997) statt.
| Athleten                              | Wettbewerb            | Vorkampf | Vorkampf | Finale | Finale | Rang |
| Athleten                              | Wettbewerb            | Punkte   | Rang     | Punkte | Rang   | Rang |
| ------------------------------------- | --------------------- | -------- | -------- | ------ | ------ | ---- |
| Frauen                                |                       |          |          |        |        |      |
| Hannah Lena Rott                      | Kunstspringen 3 Meter | 311,75   | 27       | -      | -      |      |
| Michelle Staudenherz                  | Kunstspringen 1 Meter | 278,55   | 26       | -      | -      |      |
| Hannah Lena Rott Michelle Staudenherz | Synchronspringen 3 m  | -        | -        | 215,55 | 10     | 10   |
| Männer                                |                       |          |          |        |        |      |
| Alexander Mario Hart                  | Kunstspringen 1 Meter | 356,45   | 22       | -      | -      |      |
| Alexander Mario Hart                  | Kunstspringen 3 Meter | 367,80   | 29       | -      | -      |      |
| Moritz Pail                           | Kunstspringen 1 Meter | 315,95   | 29       | -      | -      |      |
| Moritz Pail                           | Kunstspringen 3 Meter | 371,40   | 28       | -      | -      |      |
| Alexander Mario Hart Moritz Pail      | Synchronspringen 3 m  | -        | -        | 230,61 | 11     | 11   |